# Susana Baron Supervielle
Susana Baron Supervielle (*1910, Buenos Aires -17 de mayo de 2004, San Pablo, Brasil) fue una compositora argentina.

## Trayectoria
Comenzó sus estudios musicales con Gilardo Gilardi y Juan Carlos Paz. En 1945, interesada por las experiencias de música concreta que Pierre Schaeffer realizaba en París, se trasladó allí e ingresó al Grupo de investigación musical que él dirigía. Paralelamente realizó estudios con Nadia Boulanger y más tarde, en San Pablo (Brasil), se perfeccionó con Koellreuter. Autora de obras para piano y conjuntos instrumentales de cámara, se destaca sin embargo por sus piezas vocales con acompañamiento pianístico -unas sesenta composiciones- pues su amplísima cultura literaria y su vocación por la poesía, marcaron siempre su predilección hacia este género. 
Hija de Etienne/Esteban Barón Lamothe y Ana Supervielle, compuso música electroacústica. Su obra "Divertimento serial" obtuvo el Primer Premio en el Festival Internacional de Tokio y fue estrenada por la Agrupación Nueva Música de Buenos Aires.
Se casó con Jorge Tresca y se radicó en Brasil donde prosiguió sus estudios de musicología y composición. Hermana de la periodista Odile Baron Supervielle. Su sobrina por parte de su hermano Andrés, es la escritora franco-argentina Silvia Baron Supervielle.
Ha puesto en música textos de Jules Supervielle, Federico García Lorca, Pablo Neruda y Alejandra Pizarnik, entre otros. Incursionó además en el campo de la composición con medios electroacústicos habiendo instalado en San Pablo el primer estudio-laboratorio de música electrónica de Brasil. Le chaos et la création(1974,) Encontro(1975), Continuo variante(1977), Melancolía(1978),Maraba (1979), Acuario (1979), Allá(1980), Espiral(1980)y Angustia(1980)se encuentran dentro de esta tendencia. En Argentina, la Agrupación Nueva música se encargó de la difusión de sus obras a  través de conciertos  y audiciones. 
Fue miembro honorario de la Federación Argentina de Música electroacústica. Sus obras se estrenaron en Francia a través de la "Radiodiffusion francaise", que entre 1948 y 1954, grabó y difundió su Cuarteto de cuerdas(1947) y su Divertimento serial(1952), dirigido por Marius Constant, mientras que 
otras de sus composiciones se ejecutaron en París en la "Maison de l'Amérique Latine" y en "France-musique".
En algunas publicaciones su nombre figura como Suzanne Baron Supervielle. 